# استیو لوپز
استیو لوپز (انگلیسی: Steve Lopez)؛ (زادهٔ ۱۹۵۳ (۷۱–۷۲ سال)) روزنامه‌نگار آمریکایی است که از سال ۲۰۰۱، در روزنامه لس آنجلس تایمز تحت عنوان ستون‌نویس به فعالیت می‌پرداخت و چهار مرتبه به مرحلهٔ نهایی جایزه پولیتزر راه یافته است.

## دوران زندگی و حرفه ای
لوپز اهل پیتز برگ، کالیفرنیا است و تحصیلکرده دانشگاه ایالتی سن‌خوزه است.